# Quentin Rossard
Pour les articles homonymes, voir Rossard.
Quentin Rossard est un joueur français de volley-ball né le 6 novembre 1991 à Fréjus. Il mesure 1,85 m et joue aux postes de passeur et de réceptionneur-attaquant. Il est le fils d'Olivier Rossard, ancien joueur international français de volley-ball, le frère de Thibault et le cousin de Nicolas, également joueurs professionnels de volley-ball. Il joue au sein du Reims MV

## Clubs
| Club                | Pays      | De        | À         |
| ------------------- | --------- | --------- | --------- |
| AS Cannes           | France    | 2010-2011 | 2010-2011 |
| Avignon VB          | France    | 2011-2012 | 2013-2014 |
| Chaumont VB 52      | France    | 2014-2015 | 2014-2015 |
| AMSL Fréjus         | France    | 2015-2016 | 2015-2016 |
| AS Cannes           | France    | 2016-2017 | 2017-2018 |
| VK KDS Šport Košice | Slovaquie | 2018-2019 | 2018-2019 |
| Hylte/Halmstad VBK  | Suède     | 2019-2020 | 2019-2020 |
| Grand Nancy VB      | France    | 2019-2020 | 2019-2020 |
| ASUL Lyon           | France    | 2020-2021 | 2021-2022 |
| Reims MV            | France    | 2022-2023 | ...       |

## Palmarès
- Championnat de France Ligue B
  - Vainqueur : 2012